# I Grandi Viaggi
I Grandi Viaggi è una società italiana attiva nel settore turistico fondata nel 1931.
I settori coperti sono la gestione di villaggi turistici e l'attività di tour operator.
La società è quotata nell'indice FTSE Italia Small Cap della Borsa Italiana dove è presente dal 1998.

## Azionariato
L'azionariato comunicato alla Consob è il seguente:
- Ida Renghini: 53,659%
  - Monforte & C.: 53,659%
- Maurizio Maresca: 7,307%
- Altri azionisti: 39,034%